# مركب عضوي متطاير
المركبات العضوية المتطايرة  هي مواد كيميائية عضوية ذات ضغط بخاري عالي في درجة حرارة الغرفة بحيث تتبخر بكمية كبيرة وتدخل الغلاف الجوي تحت الظروف العادية. يرتبط ارتفاع ضغط البخار بانخفاض نقطة الغليان، والتي ترتبط بعدد الجزيئات في الهواء المحيط وهي سمة تُعرف باسم تطايرية.
هناك مدى واسع من المواد المبنية على الكربون وتكون متطايرة منها الألدهيدات والكيتونات والهيدروكربونات. وهي إما أن تكون طبيعية أو صناعية، ومنها الفورمالدهيد المتطاير من الدهان، ومنها أيضا الروائح عموما، ولها دور هام في التواصل بين بعض الكائنات.
المركبات العضوية المتطايرة هي المسؤولة عن رائحة الروائح والعطور وكذلك الملوثات. تلعب المركبات العضوية المتطايرة دورًا مهمًا في التواصل بين الحيوانات والنباتات، على سبيل المثال جذب الملقحات، الحماية من الافتراس، وحتى التفاعلات بين النباتات. بعض المركبات العضوية المتطايرة تشكل خطرا على صحة الإنسان أو تسبب ضررا على البيئة.
المركبات العضوية المتطايرة البشرية المنشأ محظورة قانونًا خصوصاً في الأماكن المغلقة حيث يكون تركيزها أعلى. معظم المركبات العضوية المتطايرة ليست شديدة السمية، ولكن يمكن أن يكون لها عواقب صحية طويلة المدى. تُستخدم بعض المركبات العضوية المتطايرة في علم الصيدلة، بينما يخضع البعض الآخر للضوابط الإدارية بسبب استخدامها الخاطئ.

## التعريف
هناك تعريفات متنوعة لمصطلح المركبات العضوية المتطايرة قيد الاستخدام. فيما يلي بعض الأمثلة أدناه.

### كندا
تصنف وزارة الصحة الكندية المركبات العضوية المتطايرة على أنها مركبات عضوية لها نقاط غليان تقريبًا في حدود 50 إلى 250 درجة مئوية (122 إلى 482 درجة فهرنهايت). مع التركيز على المركبات العضوية المتطايرة الشائعة التي قد يكون لها تأثير على جودة الهواء.

### الصين
تعرف الصين المركبات العضوية المتطايرة بأنها تلك المركبات التي نشأت من السيارات، والإنتاج الصناعي والاستخدام المدني، وحرق جميع أنواع الوقود، وتخزين الزيوت ونقلها، وطلاء الأثاث والآلات، ودخان زيت الطهي و الجسيمات الدقيقة (PM 2.5) أو من مصادر مماثلة. في يوليو 2018 وضع مجلس الدولة خطة عمل مدتها 3 سنوات لخفض انبعاثات المركبات العضوية المتطايرة في عام 2015 بنسبة 10٪ بحلول عام 2020.

### الهند
أصدر المجلس المركزي لمكافحة التلوث [الإنجليزية] في الهند قانون منع ومكافحة التلوث في عام 1981، والذي عدل في عام 1987 لمعالجة المخاوف بشأن تلوث الهواء في الهند. في حين أن الوثيقة لا تفرق بين المركبات العضوية المتطايرة وملوثات الهواء الأخرى ، فإن المجلس المركزي لمكافحة التلوث يراقب أكاسيد النيتروجين (NOx) وثاني أكسيد الكبريت (SO2) والجسيمات الدقيقة (PM10) والجسيمات العالقة (SPM).

## المستقلبات المتطايرة
المستقلبات المتطايرة  تحتوي على جميع المستقلبات المتطايرة إضافة إلى المركبات المتطايرة العضوية والغير عضوية التي قد تنشأ من الكائن الحي أو النظام البيئي (مجتمع بيولوجي من الكائنات الحية وبيئتها المادية).
ويمكن وصف الغلاف الجوي بأنه متطاير لكوكب حي، ويمكن اعتبار المستقلبات المتطايرة بأنها مجموعة فرعية من المستقلب، يحتوي المتطاير على مركبات مشتقة خارجياً والتي لا يمكن إشتقاقها من عمليات التمثيل الغذائي مثل الملوثات البيئية، ولأجل ذلك بالإمكان اعتبار المتطاير على أنه كياناً متميزاً عن المستقلب.  يعد المتطاير إحدى مكونات هالة الجزيئات والمايكروبات ( السحابة المايكروبية ) التي تكون محاطة بجميع الكائنات الحية.
لمحة عن الرائحة جميع المستقلبات المتطايرة قابلة للكشف عن طريق الأنف البشري وتدعى سمات الرائحة. لقد تم توثيق ارتباط سمات الرائحة المتغيرة مع حالات المرض منذ فترة طويلة في كل من الطب الشرقي والغربي ، ولقد أدت التطورات الحديثة في إدخال العينات الآلية إلى زيادة الاهتمام في المتطاير وذلك كمصدر للمؤشرات الحيوية والتي يمكن استخدامها في الفحص الغير جراحي للأمراض، السمات المتطايرة يمكن جمعها عن طريق أخذ العينات النشطة والسلبية ويتم تحليلها باستخدام الاستشراب الغازي- مطياف الكتلة أو كروماتوغرافيا الغاز - مطياف الكتلة، مع مجموعة متنوعة من تقنيات إدخال العينة المباشرة أو الغير مباشرة.

## الهوامش
1. ↑  يرمز لها VOC من Volatile organic compound
2. ↑  Volatilome